# Magnapinna sp. B
Magnapinna sp. B es una especie no descrita de calamares gigantes conocida solamente por un único espécimen inmaduro recogido en el norte del Océano Atlántico. Se caracteriza por su pigmentación epidérmica oscura, que es epitelial, al contrario que la pigmentación cromatoforal encontrada en otras especies de Magnapinna.
El único espécimen de Magnapinna sp. B es un macho juvenil de 95 mm de longitud de manto (ML) retenido en el Museo de Bergen. Fue capturado por el R/V G.O SARS (crucero super estación MAR-ECO 46, estación local 374) el 11 de julio de 2004 en 42°48′0″N 29°18′0″O / 42.80000, -29.30000